# Ben Mehidi
Ben Mehidi è un comune dell'Algeria, situato nella provincia di El Tarf.